# Acraea tenuimarginatus
Acraea tenuimarginatus är en fjärilsart som beskrevs av Stoneham 1937. Acraea tenuimarginatus ingår i släktet Acraea och familjen praktfjärilar. Inga underarter finns listade i Catalogue of Life.